# 핏 더용 (정치인)

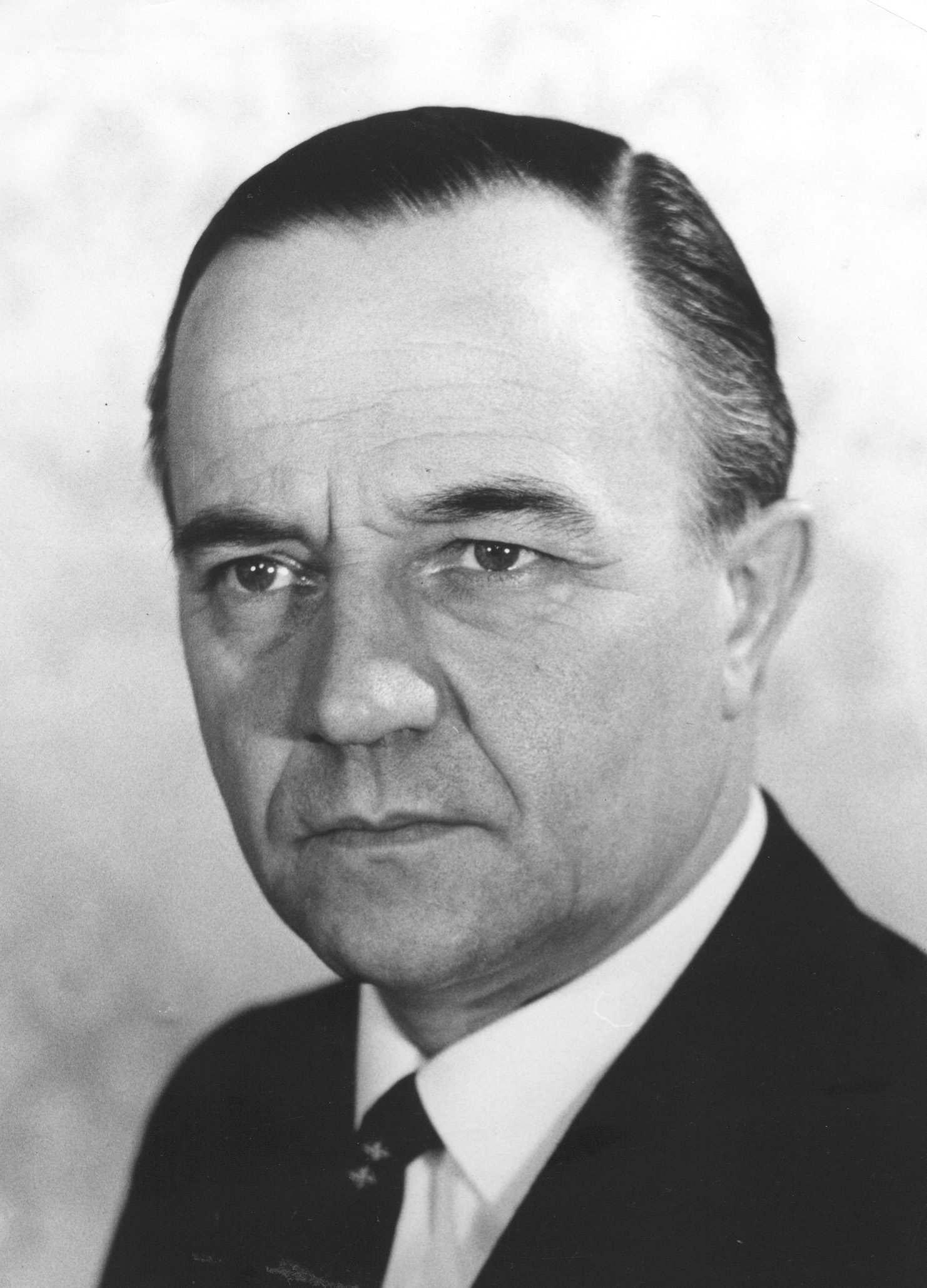
더용 (1970년)

페트뤼스 요저프 시처 "핏" 더용(네덜란드어: Petrus Jozef Sietse (Piet) de Jong, 1915년 4월 3일 ~ 2016년 7월 27일)은 네덜란드의 정치인으로 소속 정당은 가톨릭 국민당(1959년 ~ 1980년), 기독교민주당 아펠(1980년 이후부터)이었다.
헬데를란트주 아펠도른 출신이다. 1967년 4월 5일부터 1971년 7월 6일까지 네덜란드의 총리를 역임했으며 네덜란드 해군 차관(1959년 6월 25일 ~ 1963년 7월 24일), 네덜란드 국방부 장관(1963년 7월 24일 ~ 1967년 4월 5일), 네덜란드 하원 의원(1967년 2월 23일 ~ 1967년 4월 5일), 네덜란드 재무부 장관(1970년 1월 7일 ~ 1970년 1월 14일), 네덜란드 상원 의원(1971년 5월 11일 ~ 1974년 9월 17일) 등을 역임했다. 2016년 향년 101세를 일기로 헤이그에서 사망함에 따라 빌럼 드레이스(102세)의 뒤를 이어 두 번째로 장수한 네덜란드 총리로 기록되었다.